# Novi Kozjak
Novi Kozjak (cyr. Нови Козјак) – wieś w Serbii, w Wojwodinie, w okręgu południowobanackim, w gminie Alibunar. W 2011 roku liczyła 636 mieszkańców.